# 28251 Gerbaldi
28251 Gerbaldi è un asteroide della fascia principale. Scoperto nel 1999, presenta un'orbita caratterizzata da un semiasse maggiore pari a 2,9294063 UA e da un'eccentricità di 0,1155142, inclinata di 2,92037° rispetto all'eclittica.